# School Shooter Fandom
Als School Shooter Fandom (engl.; deutsch: Schul-Amokläufer-Fangemeinde)  wird eine weltweit verbreitete Internet-Subkultur bezeichnet, die mit dem Aufkommen der sozialen Medien in den 2000er-Jahren entstand und deren Anhängerschaft sich durch ein außergewöhnlich großes Interesse an Schul-Amokläufern und deren Taten auszeichnet. Die Fangemeinde wird den sogenannten Dark Fandoms („Düstere Fangemeinden“) zugeordnet und gilt als gesellschaftlich nicht akzeptiert.

## Beschreibung des Phänomens
Das School Shooter Fandom formierte sich mit dem Aufkommen der sozialen Medien in den 2000er-Jahren und ist besonders auf den Blogging-Plattformen Tumblr und Blogspot, dem Videoportal YouTube, den Onlinediensten DeviantArt und Reddit sowie dem sozialen Netzwerk Facebook aktiv. Die Anhänger des Fandoms fallen auf diesen Kanälen unter anderem dadurch auf, dass sie mit ihren Profilnamen Bezug auf diverse bekannt gewordene School Shooter nehmen und Fotos von den Tätern als Profil- oder Hintergrundbild verwenden.
Die Zahl der Anhänger wird auf mehrere tausend weltweit geschätzt. Die meisten von ihnen bleiben im Netz anonym. Laut ersten Befragungsstudien zu dem Phänomen handelt es sich überwiegend um junge Frauen im Teenageralter oder in den Zwanzigern, insgesamt gehen Forscher jedoch von einer heterogenen Gruppe mit einem nicht geringen Männeranteil aus. An einer 2015 durchgeführten Befragungsstudie beteiligten sich zwölf Personen im Alter von 18 bis 32 Jahren, von denen zehn weiblich waren. Bei einer Befragung aus dem Jahr 2018 von 22 Anhängern mit einer Altersspanne von 15 bis 32 Jahren gaben 15 an, weiblich zu sein, vier bezeichneten sich als männlich und drei als Transgender.
Als zentraler gemeinsamer Bezugspunkt fast aller Anhänger des School Shooter Fandoms gilt der Amoklauf an der Columbine High School (1999), der bei vielen von ihnen erstmals das Interesse an School Shootings weckte. Weitere Schul-Amokläufe, die von den Anhängern des Fandoms als besonders bedeutsam angesehen werden, sind unter anderem der Amoklauf an der Thurston High School (1998), der Amoklauf von Jokela (2008), der Amoklauf an der Chardon High School in Ohio (2012), der Amoklauf an der Sandy Hook Elementary School (2012) und das Schulmassaker von Parkland (2018).
Ein Großteil der Personen, die von Außenstehenden dem Fandom zugerechnet werden, bezeichnen sich selbst nicht als „Fans“. Je nachdem, welchen Schul-Amoklauf sie favorisieren, nennen sich einige jedoch zum Beispiel „Columbiner“ (nach dem Amoklauf an der Columbine High School), „Cruzers“ (nach Nikolas Cruz, dem Amokläufer von Parkland), „Holmies“ (nach James Holmes, dem Amokläufer von Aurora) oder „Laneatics“ (Kofferwort aus Lane, dem Nachnamen des Amokläufers an der Chardon High School, und lunatics, dem englischen Wort für „Verrückte“). Andere lehnen derartige Bezeichnungen aufgrund ihrer negativen Konnotation ab. Viele Anhänger versehen ihre Social-Media-Profile mit dem Disclaimer I do not condone („ich billige [das] nicht“), um kenntlich zu machen, dass sie die Taten der School Shooter nicht gutheißen. Einige nutzen jedoch auch den gegenteiligen Schriftzug I do condone („ich billige [das durchaus]“).
Während das Interesse an School Shootings bei vielen Anhängern rein forensischer Natur ist und sie sich mit Gleichgesinnten austauschen wollen, reicht die Faszination bei anderen bis hin zum Personenkult, bei dem die Schul-Amokläufer glorifiziert und romantisiert werden. School-Shooter-Fans unterscheiden sich dabei grundsätzlich nicht von anderen Fangemeinden: Sie kreieren Fan-Art, schreiben Fan-Fiction, betreiben Cosplay und teilen und kommentieren Bilder, GIFs, Memes sowie Audio- und Videoclips mit Bezug zu Schul-Amokläufern und deren Taten. Häufig verarbeiten sie dazu das von den Tätern hinterlassene Material, welches diese vor dem Amoklauf entweder selbst ins Internet gestellt hatten oder das später von Behörden veröffentlicht wurde (beispielsweise Tagebucheinträge und selbst gedrehte Videos, Überwachungskameraaufnahmen sowie Klassenfotos). Außerdem verwenden sie die Lieblingsmusik der Täter und Szenen aus Filmen über Schul-Amokläufe wie Bang, Bang, Du bist tot (2002) oder Zero Hour (2004). Sie schicken Fanpost an inhaftierte School Shooter oder, wenn die Täter bei ihrem Amoklauf selbst ums Leben gekommen sind, an deren Angehörige. Wie andere Subkulturen nutzen sie eine gemeinsame Sprache, Symbole sowie Codes und erzeugen dadurch Solidarität.
Jenni Raitanen und Atte Oksanen identifizierten 2018 vier Subgruppen des School Shooter Fandoms, wobei der einzelne Anhänger mehr als einer Subgruppe angehören kann und sich die Verhaltensweisen der Subgruppen teilweise überschneiden können:
- Researcher: Diese Gruppe versucht vor allem, die Ursachen und wahren Hintergründe der Amokläufe zu ergründen und darüber aufzuklären, um künftige Taten zu verhindern. Hierzu stellen sie eigene Ermittlungen an und sammeln und verbreiten detaillierte Informationen über die Taten und Täter. Einige Researcher haben in der Community den Status von „Meinungsführern“ erlangt, an die sich Neulinge mit Fragen wenden.[17]
- Fan Girls: Das Interesse dieser Subgruppe ist romantischer oder sexueller Natur. Der Fokus ihres Interesses liegt auf dem Täter als Person und weniger auf der von ihm verübten Gewalttat. Diese Subgruppe bringt ihr Interesse häufig durch Fan-Art und andere Fan-Praktiken zum Ausdruck.
- Columbiner: Angehörige dieser Subgruppe zeichnen sich durch ein besonderes Interesse am Amoklauf an der Columbine High School aus.
- Nachahmungstäter (Copycats): Diese Subgruppe glorifiziert School Shooter und träumt davon oder plant, selbst einen Amoklauf zu begehen. Vereinzelt kam es durch Angehörige dieser Subgruppe zu vollendeten Nachahmungstaten. So stellte sich beispielsweise nach dem Amoklauf an der Sandy Hook Elementary School heraus, dass der Täter Adam Lanza dem School Shooter Fandom angehörte.[18] Auch die Amokläufer von Emsdetten (2006), Jokela (2007) und Kauhajoki (2008) waren Mitglieder der Fangemeinde.[19] Aufgrund dieser Gefahr werden Internetseiten, auf denen das School Shooter Fandom aktiv ist, teilweise polizeilich überwacht,[7] wobei die meisten School-Shooter-Fans von den Behörden jedoch als „harmlos“ eingestuft werden.[20]

Teilweise wird das School Shooter Fandom selbst als Subgruppe der True Crime Community angesehen, bei der es sich ebenfalls um eine Online-Subkultur handelt, deren Anhänger ein generelles Interesse an realen Verbrechen, insbesondere Serien- und Massenmorden, haben.
Vielen Anhängern des Fandoms ist bewusst, dass es unter ihnen potentielle Nachahmungstäter gibt. Während sich einige besorgt darüber zeigen, wird diese Möglichkeit von anderen ignoriert oder als unvermeidlich hingenommen. Unter den Fandom-Anhängern besteht Uneinigkeit, welches Maß an Hingabe akzeptabel ist. Während ein bis zur Besessenheit reichendes Interesse an dem Thema in der Regel toleriert wird, werden Äußerungen, welche die Täter glorifizieren, auch innerhalb der Gemeinschaft angeprangert.

## Erklärungsansätze
Laut Nils Böckler und Thorsten Seeger würden School Shooter für einen Teil der Anhänger des Fandoms als „Sprecher“ und „Vorreiter einer Revolution der Enteigneten“ fungieren. In einer von ihnen analysierten Studie gaben einige der 31 teilnehmenden School-Shooter-Fans an, dass sie sich durch die Weltsicht der Amokläufer repräsentiert fühlen würden. Amokläufe an Schulen wurden von ihnen als „Akte gegen Ungerechtigkeit in der Schule und der Gesellschaft insgesamt“ moralisch gerechtfertigt. Das in der frühen Medienberichterstattung nach dem Amoklauf an der Columbine High School verbreitete Narrativ, die Täter seien von anderen Schülern gemobbt worden und hätten ihre Tat aus Rache und im Namen des Kollektivs aller Unterdrückten begangen, ist unter den Anhängern des Fandoms weit verbreitet. Laut Natalie Paton würden Schul-Amokläufe zu einer Botschaft für Menschen, die aufgrund ihrer Andersartigkeit am Rand der Gesellschaft stünden oder im sozialen Wettbewerb nicht mithalten könnten. Dieser Subkultur anzugehören sei eine Möglichkeit, sich der Kategorisierung als sozial Ausgestoßene zu widersetzen und gegen die soziale Konstruktion von Normalität zu rebellieren.
Viele der Anhänger sehen Parallelen zwischen sich und den Tätern und können sich mit ihnen identifizieren. So berichteten einige der Teilnehmer der von Raitanen und Oksanen 2018 durchgeführten Befragungsstudie, dass sie wie die Columbine-Täter Erfahrungen mit Mobbing gemacht hätten und sich einsam, depressiv oder suizidal fühlten. Laut Andrew Rico hätten die Anhänger des Fandoms – im Gegensatz zur Allgemeinheit – Empathie und Verständnis für Schul-Amokläufer. Möglicherweise würden Amokläufer für ihre Anhänger eine kathartische Funktion erfüllen. Zudem stellt er die Hypothese auf, dass der „Reiz des Verbotenen“ eine Rolle spielen könnte, und vermutet, dass Amokläufer durch ihre Berühmtheit, die sie insbesondere in den USA durch die intensive Medienberichterstattung erlangen, eine anziehende Wirkung auf Bewunderer hätten. Bei einigen Personen, die dem Fandom anzugehören scheinen, könne es sich um Internet-Trolle handeln, denen es lediglich darum gehe, durch ihr Verhalten zu provozieren.
Alexandra Artamonova sieht im School Shooter Fandom eine Gegenkultur, die es ihren überwiegend jugendlichen und noch im Sozialisierungsprozess befindlichen Anhängern ermögliche, sich von der Mehrheitskultur abzusetzen und deren Werte in Frage zu stellen. Da die Anhänger des Fandoms im „Real Life“ nicht mit ihren Angehörigen oder Freunden über ihr ungewöhnliches Interesse sprechen könnten oder auf wenig bis kein Verständnis stoßen würden, suchten sie durch die soziale Interaktion innerhalb der Online-Community auch nach der Bestätigung, dass sie mit ihrem Interesse und ihren Gefühlen nicht alleine sind. Das sexuelle Interesse an Schul-Amokläufern wird von einigen Autoren mit dem möglichen Vorliegen einer Hybristophilie erklärt.

## Rezeption
Einer breiteren Öffentlichkeit wurde das School Shooter Fandom durch mehrere Medienberichte bekannt. Einer der ersten Artikel über das Phänomen erschien im Oktober 2012 unter dem Titel The Killer Crush: The Horror of Teen Girls, From Columbiners to Beliebers (deutsch etwa: „Verknalltsein in Mörder: Der Horror weiblicher Teenager, von Columbiners hin zu Beliebers“) in The Awl und befasste sich unter anderem mit den „Holmies“ und den „Columbiners“. Ein weiterer Artikel erschien im September 2014 in The Atlantic, der sich mit der Reaktion des Fandoms auf den Gefängnisausbruch des School Shooters T. J. Lane befasste. In die Schlagzeilen geriet die Fangemeinde außerdem im Jahr 2015, als im kanadischen Halifax ein Amoklauf rechtzeitig vereitelt werden konnte, der von zwei Anhängern des Fandoms geplant worden war. Das Magazin Vice griff den Vorfall in einem Artikel namens Die Amokläufer von Columbine, ihre weibliche Fangemeinde und ich auf. Kurz vor dem 20. Jahrestag des Amoklaufs an der Columbine High School im April 2019 sorgte auch die Großfahndung nach einer 18-jährigen Anhängerin der Columbine-Täter, die von den Behörden als potentielle Nachahmungstäterin eingestuft worden war, für mediales Aufsehen. Mehrere Schulen im Großraum Denver mussten zur Sicherheit von Schülern und Schulpersonal vorübergehend geschlossen werden, bis die Gesuchte schließlich tot aufgefunden wurde – sie hatte sich selbst das Leben genommen.
Das School Shooter Fandom gilt als sogenanntes Dark Fandom und das Verhalten seiner Anhänger wird vom Mainstream der Gesellschaft als deviant angesehen. Von anderen Social-Media-Nutzern werden sie häufig kritisiert und stigmatisiert. School-Shooter-Fans werden als unbeliebt, gemobbt, ausgegrenzt, gestört, verloren und als „ebenso homizidal wie ihre Idole“ stereotypisiert. Zu den Begriffen, mit denen das Fandom und seine Anhänger beschrieben werden, zählen außerdem „widerlich“, „seltsam“, „Sonderlinge“, „Außenseiter“, „verstörender Kult“ und „potenziell schädlich“. Die Anhänger des Fandoms sind sich dieser Wahrnehmung durch andere bewusst, was auch der Grund ist, weshalb sie meistens anonym bleiben oder abstreiten, „Fans“ zu sein.
Das Phänomen ist zum Gegenstand der soziologischen Forschung geworden, die versucht, die tatsächlichen Eigenschaften und die Motivation der Anhänger zu ergründen. Nachdem Chelsea Daggett 2015 mehrere Interviews mit Columbinern geführt hatte, kam sie zu dem Schluss, dass diese Gemeinschaft den Columbine-Amoklauf mit mehr intellektueller Selbstreflexion studiere als bisher angenommen. Sowohl durch sachliche als auch einfühlsame Auseinandersetzung würden Columbiner ein alternatives Verständnis des Falls bieten, welches durch Empathie, Medienskepsis und eine holistische Betrachtungsweise gekennzeichnet sei und das von den Medien verbreitete Narrativ der Tat in Zweifel ziehe. Diese aus intelligenten Individuen bestehende Community könne einen positiven Einfluss auf die gesellschaftliche Wahrnehmung von Schul-Amokläufen haben, wenn ihr Verhalten als produktiv anstatt deviant angesehen würde. Auch Artamonova vertritt die Auffassung, dass das Fandom nicht blind kritisiert oder von der Wissenschaft ignoriert werden sollte, da der Dialog mit seinen Mitgliedern dazu beitragen könne, die soziale und kulturelle Rolle dunkler Fangemeinden zu verstehen.
Die Künstlerin Bunny Rogers setzte sich in einigen ihrer Kunstwerke mit dem Fandom auseinander.